# Estación de Rocafort
Rocafort es una estación de la línea 1 del Metro de Barcelona situada debajo de la Gran Vía en el distrito del Ensanche de Barcelona.
La estación se inauguró en 1926 con el nombre de Rocafor como parte del primer tramo inaugurado del Metro Transversal. Posteriormente en 1982 con la reorganización de los números de líneas a la numeración arábiga y cambios de nombre de estaciones pasó a ser una estación de la línea 1 y su nombre adoptó la forma catalana Rocafort.
Durante la guerra civil (1936-1939) se usó como refugio. En las bocas de acceso murió mucha gente que entraba a refugiarse cuando los aviones alemanes sobrevolaban la Gran Vía de Barcelona y descargaban las primeras bombas en ese punto.
En los años 60 y 70, la estación fue testigo de una serie de suicidios y accidentes fatales, principalmente debido a la falta de señalización adecuada y medidas de seguridad. Estos incidentes reforzaron su imagen siniestra.
La década de los 90 añadió otro capítulo oscuro con una serie de asesinatos, aumentando la percepción de peligro asociada a Rocafort.

## Leyenda Urbana
La percepción de la Estación de Rocafort como un lugar maldito se ha arraigado profundamente en Barcelona. Los trabajadores de Transports Metropolitans de Barcelona (TMB) evitan ser asignados a esta estación debido a las leyendas que hablan de voces misteriosas en los túneles alrededor de la medianoche.
La estación, con sus luces parpadeantes y corredores mal iluminados, ha sido el escenario perfecto para cuentos de terror locales. Según estas leyendas, Rocafort tiene una influencia maligna que atrae a los desesperados hacia su fin. Esta reputación ha generado numerosas historias urbanas, consolidando la imagen de la estación como un lugar envuelto en misterio y temor.

## En la Cultura Popular
La Estación de Rocafort aparece en la película española de terror psicológico "Estación Rocafort" (2024), pese a que las escenas fuesen grabadas en la estación de metro de Maragall de la L4. En el filme, la estación de metro de Barcelona se convierte en un escenario principal donde se desarrolla parte de la trama. La película se inspira en la leyenda negra de la estación Rocafort. Está dirigida por Luis Prieto y protagonizada por Natalia Azahara junto a Javier Gutiérrez, Valèria Sorolla y Albert Baró.
| << cabecera           | < estación | línea | estación > | cabecera >> |
| --------------------- | ---------- | ----- | ---------- | ----------- |
| Metro                 |            |       |            |             |
| Hospital de Bellvitge | España     |       | Urgell     | Fondo       |